# ۸۶۲ (خورشیدی)
۸۶۲ هشتصد و شصت و دومین سال هجری خورشیدی است.